# Rhene banksi
Rhene banksi là một loài nhện trong họ Salticidae.
Loài này thuộc chi Rhene. Rhene banksi được Elizabeth Maria Gifford Peckham & George William Peckham miêu tả năm 1902.